# Varioppia radiata
Varioppia radiata är en kvalsterart som beskrevs av Sandór Mahunka 1985. Varioppia radiata ingår i släktet Varioppia och familjen Oppiidae. Inga underarter finns listade i Catalogue of Life.